# Elvis Scoria
Elvis Scoria (Pola, 5 luglio 1971) è un allenatore di calcio ed ex calciatore croato, di ruolo attaccante.

## Palmarès

### Allenatore

#### Competizioni nazionali
- Coppa di Croazia: 1

Rijeka: 2004-2005
- Druga hrvatska nogometna liga: 1

Istria 1961: 2008-2009